# Passeig de Sant Gervasi
El passeig de Sant Gervasi és un carrer situat als barris de Sant Gervasi - la Bonanova i el Putxet i Farró de Barcelona. Uneix les places de la Bonanova amb la d'Alfonso Comín, passant per la de John F. Kennedy.
El nom del carrer prové de Sant Gervasi,màrtir venerat com a sant per a diferents confessions cristianes, que va morir assassinat al segle iv a la ciutat de Milà, després de rebre múltiples cops. Tanmateix, és ineludible assenyalar la relació amb el topònim que donava nom a l'antic municipi de Sant Gervasi de Cassoles.
La denominació actual del vial fou fixada el 14 de juny de 1927, però ha tingut fins a un total de quatre noms al llarg de la història: Víctor Hugo, Ctra. de Cornellá a Fogás de Tordera, Sant Gervasi (abans de 1895) i Huarte.